# If I Never See Your Face Again
"If I Never See Your Face Again" é o quarto single do segundo álbum de estúdio da banda Maroon 5, It Won't Be Soon Before Long. A canção foi regravada com versos extras cantados por Rihanna e está presente nos relançamentos de It Won't Be Soon Before Long e Good Girl Gone Bad, terceiro álbum de estúdio de Rihanna.

## Videoclipe
O vídeo foi dirigido por Anthony Mandler e estreou no TRL em 13 de Maio de 2008. 

Mostra a banda Maroon 5 a fazer uma performance com Rihanna num estúdio, outras fases mostra Rihanna deita numa cama, fazendo poses sensuais.

## Desempenho nas paradas
| Top (2008)                          | Melhor posição |
| ----------------------------------- | -------------- |
| Austrália - Parada de Singles ARIA  | 11             |
| Reino Unido - UK Singles Chart      | 16             |
| Irlanda - Irish Singles Chart       | 16             |
| Israel - Israeli Singles Chart      | 3              |
| Itália - Italian Singles Chart      | 15             |
| Países Baixos - Dutch Top 40        | 11             |
| Nova Zelândia RIANZ Singles Chart   | 21             |
| Turquia - Turkey Top 20 Chart       | 3              |
| Venezuela - Venezuela Singles Chart | 7              |
| Canadá - Hot 100 Singles            | 12             |
| Estados Unidos - Billboard Hot 100  | 51             |
| Estados Unidos - Billboard Pop 100  | 36             |